# 73.º Regimiento de a pie (Perthshire)
El 73º Regimiento de a pie, también conocido como Montañeses de MacLeod después de que fuera fundado por John Mackenzie, Lord MacLeod, era un regimiento de infantería del Ejército Británico.

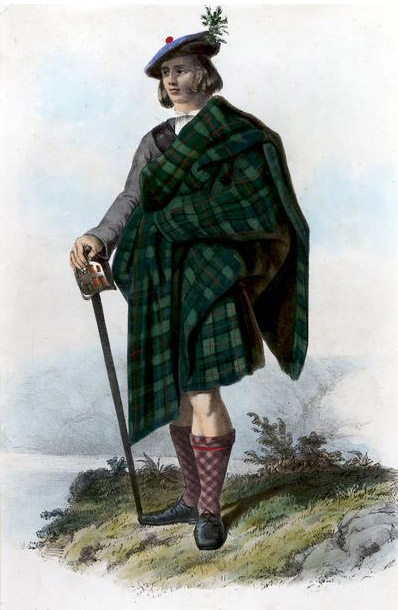
Una pintura romántica de la Época victoriana de un miembro del Clan Macleod por R. R. McIan, de Los clanes de las Tierras Altas de Escocia, realizada en el año 1845. El tartán representado está basado en el usado por Mackenzie, de los Mackenzies que conquistaron Lewis a los Macleods de Lewis.

## Historia

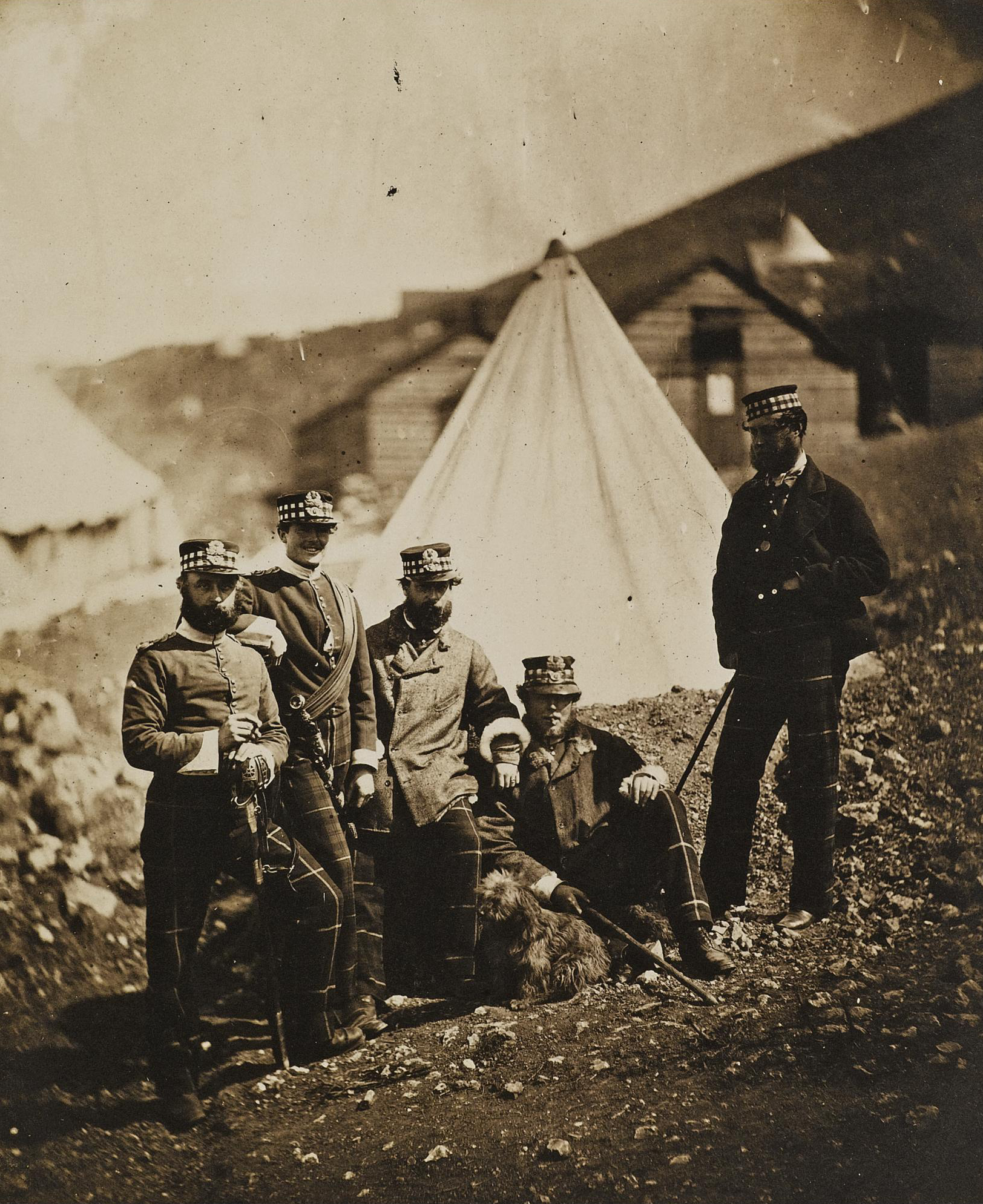
Highlanders en el año 1856.

### Primera formación
El regimiento tiene tres historias separadas. La primera vez que se planteó el regimiento fue en el año 1756, formado por el cambio de denominación del 2.º Batallón, 34.º Regimiento de a pie. Tuvo un corto servicio, principalmente en Irlanda, antes de ser disuelta en el año 1763, cuando se convirtió en el Regimiento de Inválidos y finalmente disuelta en el año 1769.
La segunda como el Primer Batallón del 73º Regimiento de a pie (Highland) o (Montañeses de MacLeod), que fue formado en el año 1777 en Escocia. Un segundo batallón fue levantado en el año 1778. El regimiento sirvió en Gambia, en África occidental, en el año 1779 y en la Segunda Guerra Anglo-Mysore del año 1780 donde sirvió junto a los 2.º/42.º Montañeses que se convertirían en el futuro 73.º de a pie. En el año 1786 los montañeses de MacLeod se convirtieron en el  71.er Regimiento de a pie (Highland) (Montañeses de MacLeod) que con el tiempo derivarían en la Infantería Ligera de las Tierras Altas.

### 2nd/42nd Highlanders

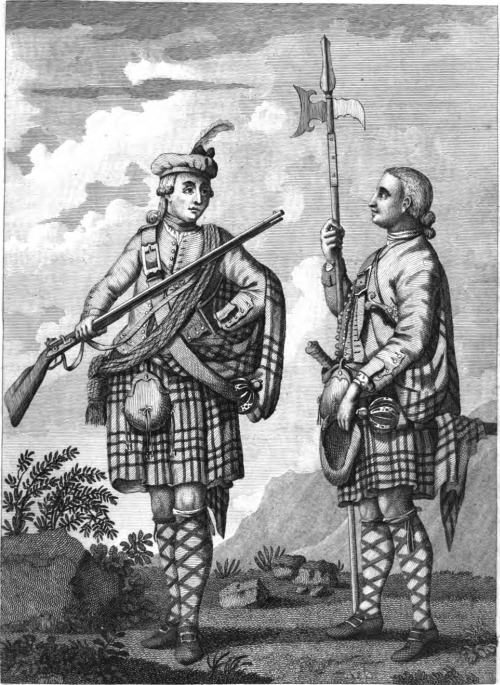
"Un Oficial y un Sargento del Regimiento Highland." Ilustración que representa soldados del 42.º Regimiento de a pie (Highland). Década del año 1790

El batallón fue creado en el año 1780 como el 2.º Batallón,  42.º regimiento de a pie (Royal Highland), con ocho oficiales que fueron separados del Primer Batallón para ayudar a formar el nuevo batallón. En el año 1781 fueron enviados a la India, donde en el año 1782 entraron en acción en la Segunda Guerra Anglo-Mysore. Los Highlander 2.º/42.º estaban todavía en la India cuando el batallón del regimiento recibió el estatus de 73º  Regimiento de a pie (Highland). El regimiento luchó en la India entrando en acción en la Tercera Guerra Anglo-Mysore y en la Batalla de Pondicherry en el año 1793 y en la Segunda Guerra Anglo-Maratha en el año 1803. El regimiento regresó a Gran Bretaña en el año 1808.

## Siglo XIX

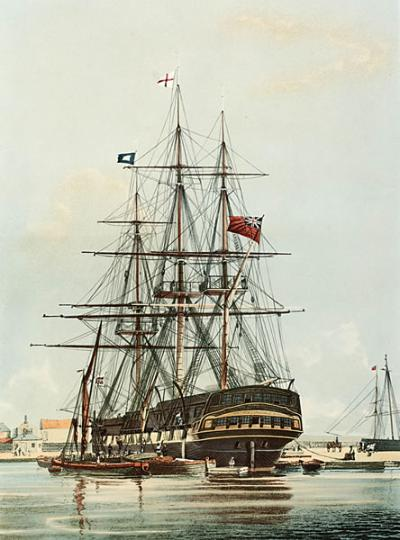
Repulse, de la Compañía de las Islas Orientales de la misma época y similar en tamaño al Arniston

### Primer Batallón
En el año 1809 el regimiento levantó un segundo batallón y perdió su estatus de Highland (Montañeros) debido a las dificultades de reclutamiento, convirtiéndose  en el 73º Regimiento de a pie. El Primer Batallón embarcó en  Yarmouth para un viaje de siete meses hasta Nueva Gales del Sur, Australia, donde en el año 1810 se unió a los hombres del  Regimiento 102.º de a pie. El batallón marchó de Australia en el año 1814 para Ceilán bajo el mando del teniente coronel Andrew Giels (cuatro de sus hijos, junto con cientos de heridos del regimiento, morirían en el año 1815 en el naufragio del Arniston después de haberlos visitado allí).
Aquí participó en las  Segunda Guerra de Kandy. El 2.º Batallón fue disuelto en el año 1817 y el resto de sus soldados enviados al Primer Batallón. En ese mismo año el batallón participó en la represión de la Gran Rebélión de 1817-1818 con una pérdida de 412 de los aproximadamente 1000 hombres.
Después de otro período de viajes alrededor del Imperio Británico el regimiento fue rebautizado de nuevo en el año 1845 recuperando su estatus de Highland.

### Segundo Batallón
.

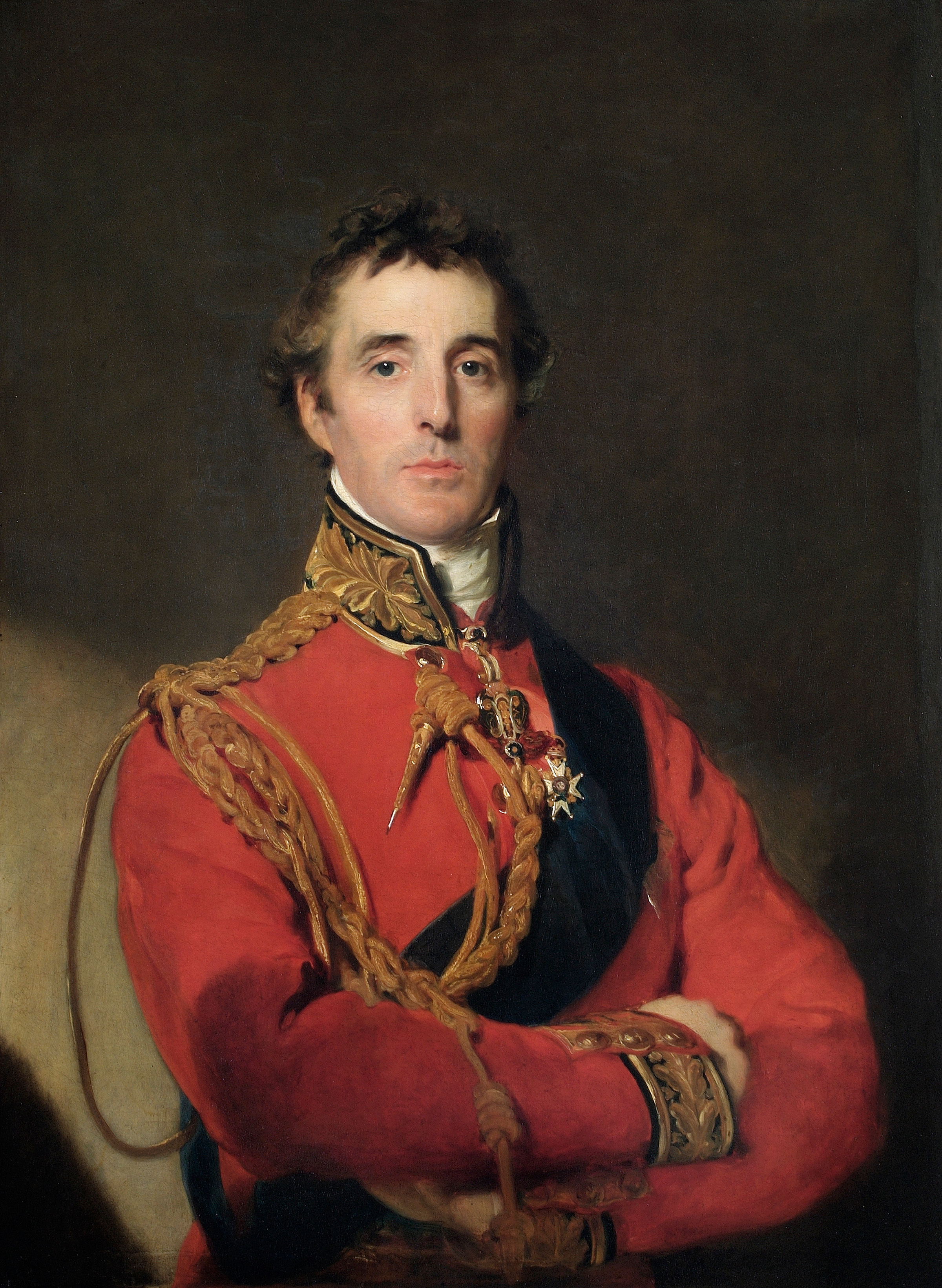
Arthur Wellesley I Duque de Wellington pintado por el artista Sir Thomas Lawrence, meses antes de la Batalla de Waterloo

En el año 1809, el 2.º/73.º de a pie se planteó en Nottingham con las compañías de milicias locales. Permaneció en Inglaterra hasta el año 1813 cuando fue enviado a Suecia, Alemania y Países Bajos para una serie de acciones menores.
En el año 1814 el batallón se encontraba en Flandes y en el año 1815 formando parte del Ejército de  Wellington en Bélgica. El regimiento fue con la Brigada del Mayor general Halkett de la Tercera División de   Sir Charles Alten. El 2.º/73.º luchó en la Batalla de Quatre Bras dos días antes de la Waterloo. Ellos perdieron 53 hombres entre muertos y heridos. En la Batalla de Waterloo en sí, el regimiento recibió la carga por parte de la  francés Caballería no menos de 11 veces durante la batalla y los bombardeos de la artillería francesa. Se mantuvo firme en la plaza sin romperse. El 2.º/73.º perdió 6 oficiales y 225 hombres entre muertos y heridos, las segundas bajas más fuertes sufridas en las líneas por un regimiento de infantería, después de la 27.º Regimiento del Primer Batallón de los (Reales Fusileros Inniskilling), que perdió 450 de los 700 hombres en la defensa de su plaza y en la línea de Wellington.
Después de Waterloo, el batallón formó parte del Ejército de Ocupación en París antes de regresar a Inglaterra. El 2.º Batallón se disolvió en el año 1817 con el envío de 300 hombres al Primer Batallón en Trincomalee.

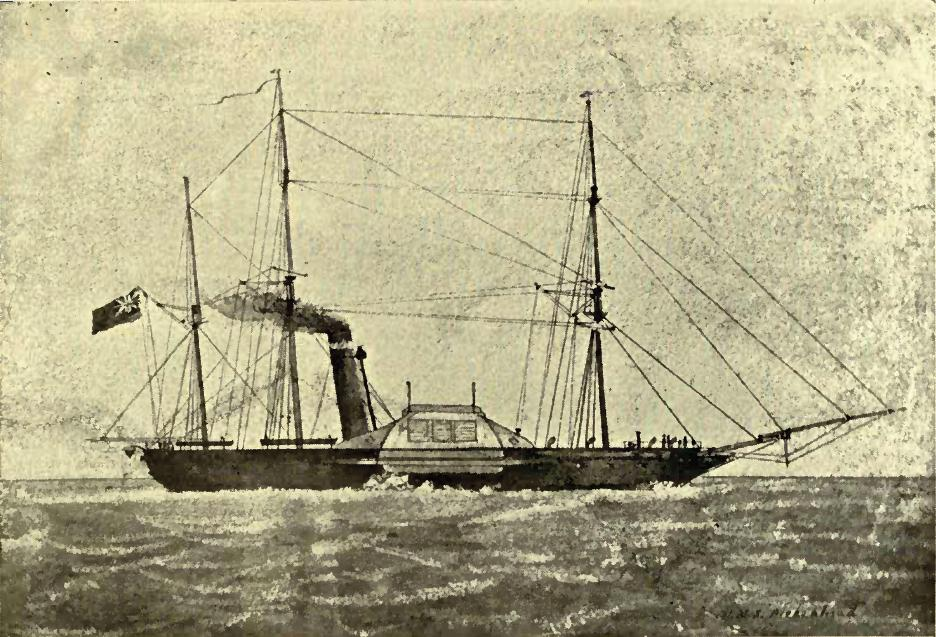
La única foto conocida contemporánea de la nave HMS Birkenhead

### El Birkenhead
En el año 1846 el 73.º Highlanders se embarcó para Argentina, y luego a la Colonia del Cabo, para tomar parte en la Guerra de Xhosa.  En el año 1852, durante la segunda Guerra Xhosa, el regimiento partió hacia Simon's Town a bordo del buque de tropas  HMS Birkenhead con destino a Puerto Elizabeth. A las dos de la mañanad el 28 de febrero el buque chocó con las rocas de Punta Peligro, justo al lado de Gansbaai. Las tropas estaban reunidas en la cubierta permitieron a las  mujeres y niños subir primero a bordo de los botes salvavidas, pero luego se mantuvieron firmes en el buque que se hundía cuando los oficiales dieron orden de que saltaran al agua por la borda aquellos que pudieran nadar hacia los botes salvavidas al ser probable que esto dificultara a los botes poniendo en peligro a los pasajeros civiles. 357 hombres se ahogaron.

### Fusión para la India

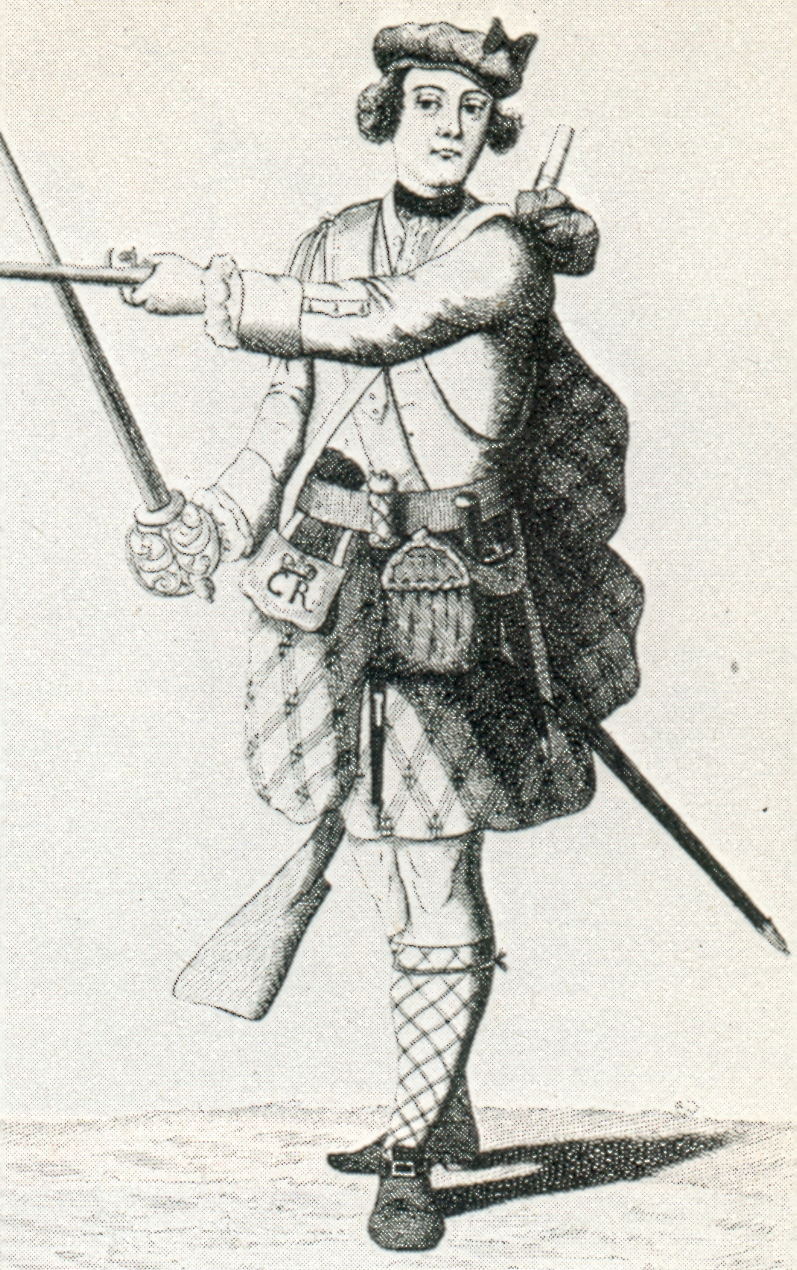
Militar Black Watch en el siglo XVIII

En el año 1857 el regimiento participó en la sofocación de la Rebelión en la India de 1857 (Motín de la India) viendo alguna acción en la India central. En los años siguientes el regimiento sirvió en Hong Kong, la India y Ceilán. En el año 1862  recibió un nuevo título para convertirse en el 73º Regimiento de a pie (Perthshire). En el año 1881, durante las Reformas Childers se anunció que iba a regresar al regimiento original de hacía 95 años, por lo que el 73.º Highlanders se convirtió en el  Segundo Batallón, Black Watch (Royal Highlanders)